# Franz Ufer

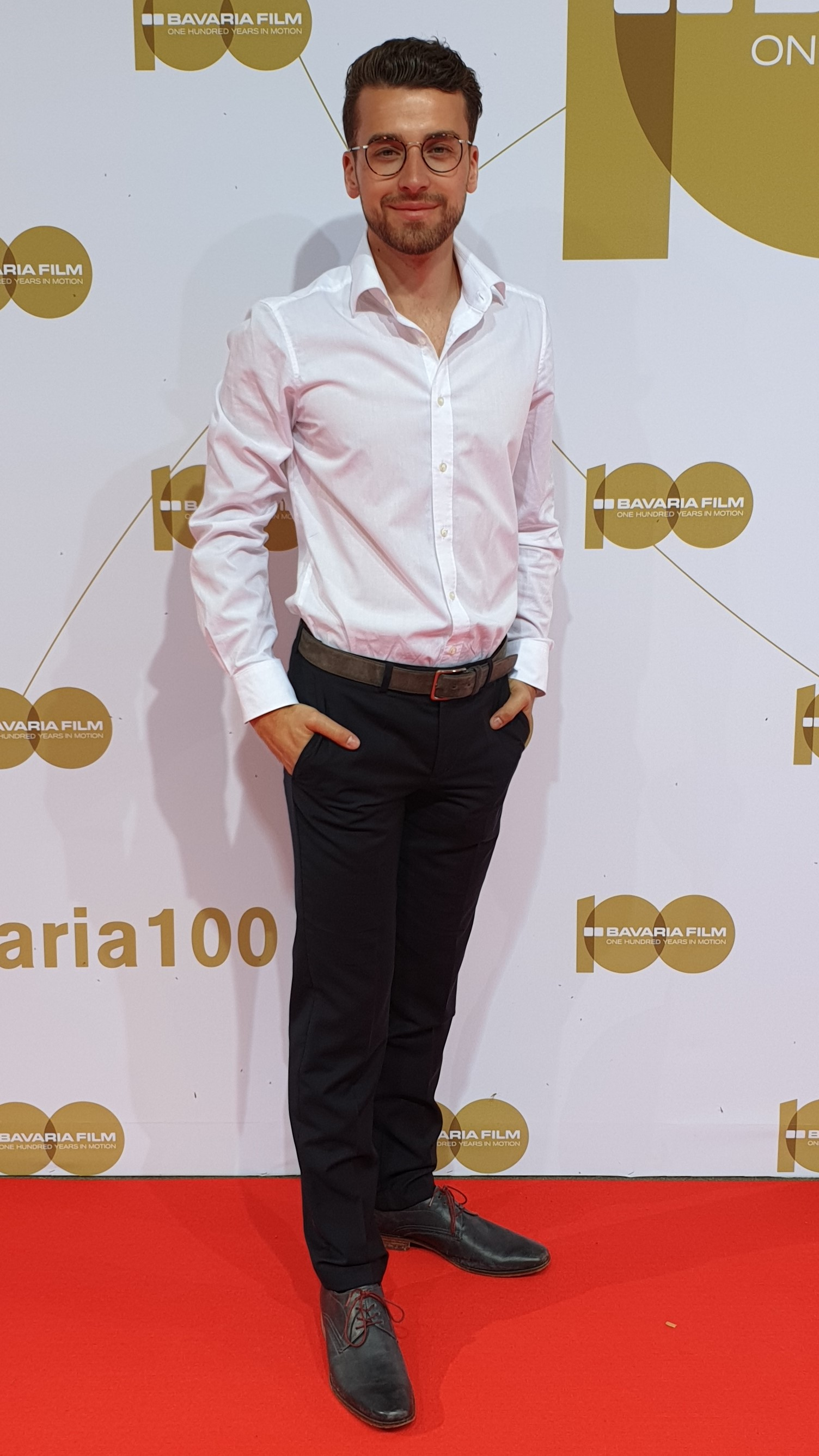
Franz Ufer bei der Bavaria Film Hundertjahrfeier 2019 zu seiner Ausbildungszeit

Franz Ufer (* 26. Mai 1996 in Dippoldiswalde) ist ein deutscher Filmproduzent und Filmwirtschaftler.

## Leben
Nach seinem Abitur an dem Ferdinand-Sauerbruch-Gymnasium in Großröhrsdorf besuchte Franz Ufer die Sydney Film School und arbeitete an zahlreichen nationalen und internationalen Filmsets.
Danach absolvierte Ufer eine Berufsausbildung bei der Bavaria Film GmbH in Grünwald, während der er seine ersten Werke produzierte. Sein Abschlussfilm The Ticket wurde auf 19 internationalen Filmfestivals nominiert und unter anderem als „Bester Münchener Nachwuchsfilm“ ausgezeichnet.
Von 2019 bis 2023 studierte Ufer an der Hochschule für Fernsehen und Film München und war Stipendiat der Verwertungsgesellschaft der Film- und Fernsehproduzenten. 2020 produzierte er dort den Film Das abstürzende Luftschiff, der auf dem Oscar-akkreditierten Los Angeles Shorts International Film Festival lief und die Kategorie „Best Narrative Film“ auf dem BNP Paribas Green Film Festival in Polen gewann. Der von ihm produzierte Film Oben Offen erhielt den Prix Interculturel der Interfilm Akademie auf dem Filmschoolfest München. Ufer war 2022 Teil einer Jury des Filmfestivals Baden-Baden.
Von 2021 bis 2023 war Ufer Geschäftsführer der Supernova Film, mit welcher er unter anderem den Film Neptun produzierte, der vom FilmFernsehFonds Bayern gefördert wurde. Zudem war er bei der Constantin Film AG in der Abteilung Herstellungsleitung tätig.
Seit 2023 arbeitet Franz Ufer für PricewaterhouseCoopers im Bereich Filmwirtschaft.

## Filmografie (Auswahl)
- 2019: The Ticket[14]
- 2020: Das abstürzende Luftschiff[15]
- 2020: Kokon[16]
- 2021: Die Karriere der Frau K. (AT)[17]
- 2021: Neptun[18]

## Veröffentlichungen
- 2023: Fachkräftemangel in der Filmbranche. Eine Analyse des Nachwuchsmangels und Strategien zur Gewinnung von Schülern für Filmkarrieren[19]
- 2023: Sigmund Freuds "Das Unbehagen in der Kultur" angewandt auf Breaking Bad[20]
- 2021: Digitale Spiele. Eine verpasste Chance für den deutschen Kinomarkt?[21]
- 2021: Romantik und J.R.R. Tolkien.[22]